# Американський пиріг: Книга кохання
«Американський пиріг: Книга кохання» (англ. American Pie Presents: The Book of Love)  — молодіжна комедія 2009 року, спін-офф серії «Американський пиріг».

## Сюжет
Дія фільму розгортається в Грейт-Фоллс, через десять років після першого фільму «Американський пиріг». Новими героями цього фільму є три нових невдахи: Роб, Натан і Лоб. Одного разу Роб випадково підпалює шкільну бібліотеку, і в ній розмокає відома Книга кохання, посібник про те, як позбутися незайманості. Збірку збирали багато років, а її першим автором був містер Левенштайн. Тепер Робу та його друзям доведеться відновити книгу самим. І вони починають збирати матеріал, одна проблема — вони хотіли прочитати цю книгу, бо вони незаймані. І Біблія Сексу примушує героїв відправитися у веселу поїздку, де вони і втратять свою невинність. 

## У ролях
- Юджин Леві — Містер Левенштайн
- Баг Хол — Роб
- Кевін Хортон — Нейтан
- Брендон Хардесті — Льюб
- Джон Патрік Джордан — Скот Стіфлер
- Дженніфер Голланд — Ешлі

## Місця зйомок
- Фільм знімали в місті Анмор, Британська Колумбія, Канада.
- Іст-Грейт-Фоллс  — середня школа в Когультамі.
- Сцена в трамваї знята в Маунтін-Граус у Ванкувері.

## Саундтрек
1. «Oh Yeah» by Yello 

2. «Something in Your Mouth» by Nickelback

3. «Sexy Little Thing»/«Miss Cindy» by The High Decibels

4.«Smoke Alarm» by Freddy Rawsh

5.«Hot N Cold» by Katy Perry

6. «Dance Dance» by Fall Out Boy

7. «Turn it Down» by Sideway Runners

8. «Hypnotik» by Roobie Breastnut

9. «Beer» by Ace Baker

10. «How Do I Know» by Wanda Bell

11.«When You Want Some Uh Uh» by Nio Renee Wilson

12. «Get Loose (The Hipjoint Remix) » by Quanteisha

13. «Pauline» by The High Lonesome

14. «Katmandu» by Sam Morrison

15. «1969» by Dr. Hollywood

16. «Body Language» by Isaac Hayes

17. «If Something's Wrong» by Aiden Hawken

18. «Damned If I Do Ya (Damned If I Don't) » by All Time Low

19. «Hot Mess» by Cobra Starship

20.«Are You Ready» Crash Boom Bang

21. «Got Me Some Love» by Keely Hawkes

22. «Stuttering» by Friday Night Boys

23. «Army Girl» by The Genders

24. «Obsession» by Ace Baker

25. «Something Wild» by The High Lonesome

26. «Burnin' Love»  by Travis Tritt

27. «Laid» by Aiden Hawken

28. «She Can Dance» by Billy Trudel

29. «Monday» by Mikey & The Gypsys

30."In It For You" («Catch my Fall») by The Elliots

31. «Heartbeats» by Melinda Ortner

32. «Say Yes» by Elliott Smith

33. «Book of Love» by Fire! Fire!

34. «Sinner» by Big B ft. Scott Russo

35. «Mouth to Mouth» by Kaya Jones